# Tour-de-Faure
Tour-de-Faure ist eine französische Gemeinde mit 320 Einwohnern (Stand 1. Januar 2022) im Département Lot in der Region Okzitanien. Sie gehört zum Arrondissement Cahors und zum Kanton Causse et Vallées.
Nachbargemeinden sind Cabrerets im Nordwesten, Sauliac-sur-Célé im Norden, Saint-Martin-Labouval im Nordosten, Cénevières (Berührungspunkt) im Südosten, Crégols im Süden, Saint-Cirq-Lapopie im Südwesten und Bouziès im Westen.

## Bevölkerungsentwicklung

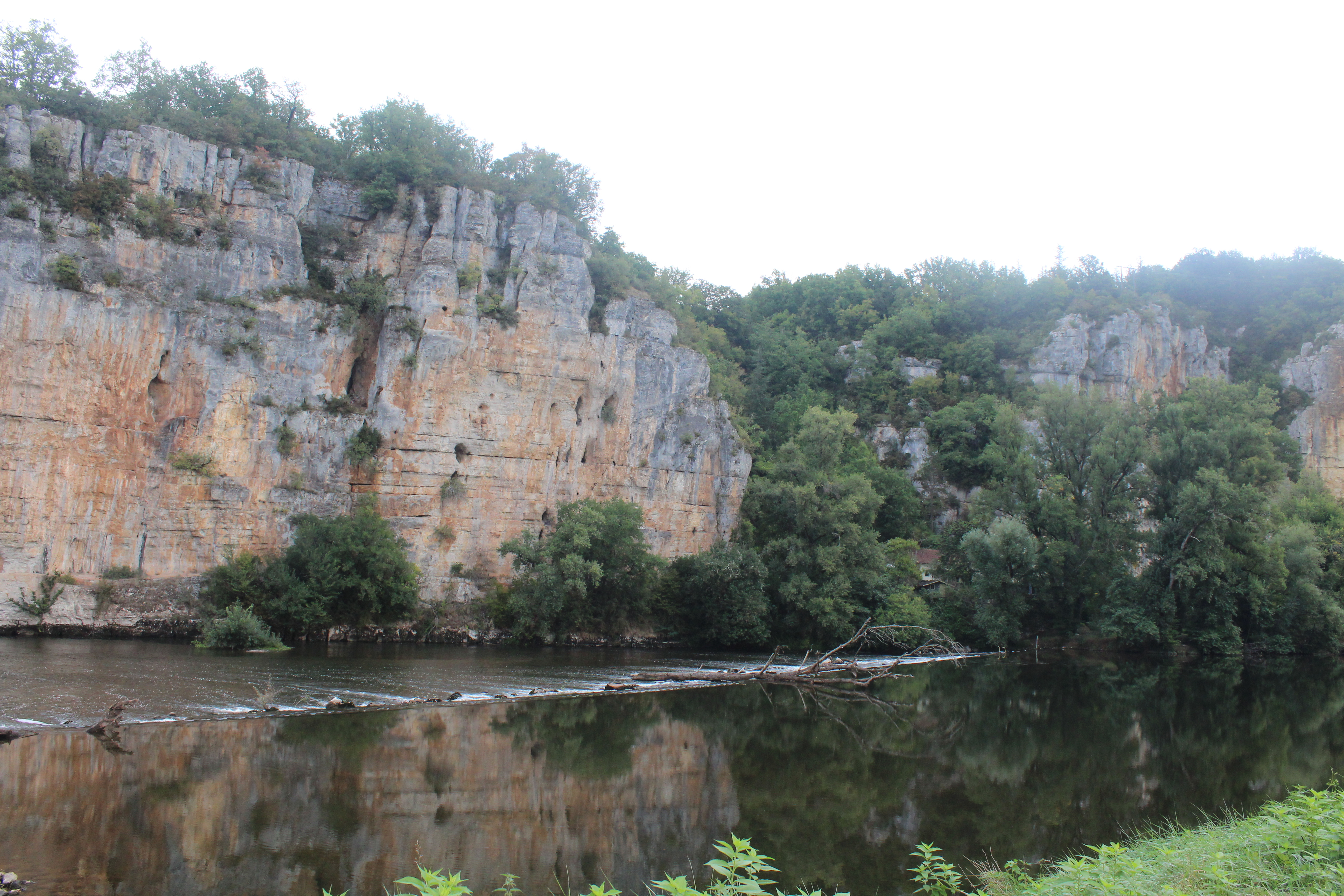
Der Lot zwischen Saint-Cirq-Lapopie und Tour-de-Faure

| Jahr      | 1962 | 1968 | 1975 | 1982 | 1990 | 1999 | 2008 | 2018 |
| --------- | ---- | ---- | ---- | ---- | ---- | ---- | ---- | ---- |
| Einwohner | 312  | 331  | 288  | 307  | 296  | 350  | 379  | 320  |